# Schechina
Die Schechina (hebräisch שְׁכִינָה šəchīnāh) ist in der jüdischen Religion die „Einwohnung“ oder „Wohnstatt“ Gottes in Israel, die als Inbegriff der Gegenwart Gottes bei seinem Volk verstanden werden kann. Zu den Nebenbedeutungen des Begriffes gehören „Ruhe“, „Glück“, „Heiligkeit“ oder „Frieden“, immer als Merkmale, die den Wirkungskreis der Gegenwart Gottes charakterisieren und für die Menschen spürbar werden lassen.

## Ursprung und Bedeutung
Die Vorgeschichte dieses Begriffs und der damit verbundenen theologischen Konzeption (Theologem) von „Gottes Heimstätte auf Erden“, die erst später in der rabbinischen Literatur zu einem zentralen Topos des Judentums wurde, reicht in die persisch-hellenistische Zeit zurück.

### Biblische Grundlegung
Zwar kommt das Substantiv schechina selbst im Tanach nicht vor, die Wurzel ist allerdings häufig anzutreffen, insbesondere in dem Verb schachan (שכן, „wohnen, zelten“) und dem Substantiv mischkan (משכן, „Wohnsitz, Stiftszelt“). Von seinem Ursprung und seiner Grundbedeutung her weist der Begriff auf die Begegnung des Volkes Israel mit seinem Gott in der Wüste (Auszug aus Ägypten) zurück. Gottes Gegenwart manifestiert sich in seinem „Zelten“ mitten unter dem Volk (vgl. Ex 25,8–9 ). Dementsprechend bestand das erste israelitische Heiligtum aus einem beweglichen Zelt (Mischkan) und der darin aufgestellten Bundeslade. Die Schechina als Inbegriff der Nähe und Präsenz Gottes ging später auf den Jerusalemer Tempel und den heiligen Bezirk der Stadt über.
Die Wurzel ist auch in dem im Tanach zahlreich erwähnten Eigennamen Schechanjahu oder Schechanja (so hieß beispielsweise der Großvater Elams) oder Schekanja enthalten, die ebenfalls auf die Bedeutung „Einwohnung Gottes“ hinweisen (Esra 8,3–5; 10,2 ; Neh 3,29 ; Neh 6,18 ; Neh 12,3 ; 2 Chr 31,15 ).
In einigen Texten der Septuaginta wird die Bezeichnung kataskḗnosis (κατασκήνοσις) als griechisches Äquivalent der hebräischen Wurzel schin-kaf-nun (שכנ) verwendet, ein Begriff, der in Anlehnung an das Schrifttum der Wüstenväter später in der lateinischen Übersetzung als Tabernakel (tabernaculum) auch Eingang in die christliche Architektur und Spiritualität fand. Im Zusammenhang mit der Begrifflichkeit steht daneben das hebräische kavod, das in der altgriechischen Bibelübersetzung (Septuaginta) mit Doxa und in der lateinischen Vulgata entsprechend mit Gloria (beide etwa „Ruhm, Herrlichkeit [Gottes]“) wiedergegeben wird.

### Rabbinische Tradition
In der rabbinischen Literatur taucht der Begriff Schechina neben den Ausdrücken ha-qadosh baruch hu („der Heilige, gepriesen sei er“), shamayim („Himmel“) und ha-schem („der Name“) als Bezeichnung JHWHs auf, wobei im Fall von Schechina eine besondere Betonung auf dem Anwohnen der göttlichen Macht in Jerusalem, inmitten des Volkes Israel liegt.
Diese Auffassung ändert sich im Mittelalter, als Saadia Gaon in seinem Werk Ha-emunot we-ha-deot (dt. „Glaubensüberzeugungen und Ideen“), den Begriff Schechina verwendet, um das Problem der anthropomorphen Darstellungen Gottes in der Bibel zu lösen. Er meint, alle diese Hinweise bezögen sich auf einen von Gott geschaffenen Engel, der bald kavod („Glanz, Ehre“) und bald schechina genannt wurde.
Im elften und zwölften Jahrhundert erfährt dieses Konzept wiederum eine Erweiterung, indem z. B. Abraham ibn Esra sie als direkt aus Gott emanierte göttliche Kraft auffasst. Eine besondere Betonung der Weiblichkeit dieses Konzeptes liegt jedoch in all diesen rabbinischen Konzeptionen noch nicht vor.

## Kabbala und Chassidismus

### Bahir
Der Sefer ha-Bahir (erstmals im 12. Jhd. in Südfrankreich veröffentlicht) ist das erste Werk, das die Schechina in einem weiblichen Kontext erwähnt, indem es sie als Frau, Braut und Tochter der männlichen Kraft beschreibt.
Übernommen wird dieses Bild von Abraham Abulafia und anderen Kabbalisten aus Gerona und Kastilien.
Gershom Scholem deutete die Idee einer weiblichen Schechina als Manifestation einer gnostisch-dualistischen Vorstellung in der frühen Kabbala, die seit der Antike im Verborgenen ruhte und erst im Mittelalter an die Oberfläche tritt. Neuere Forschungen betrachten diese Wendung eher als Übernahme der Madonnenverehrung des Christentums, die im 12. Jahrhundert ihren Höhepunkt fand, allerdings kann diese Herleitung ebenso wenig wie die Gnosis-These Scholems anhand von Textfunden bewiesen werden. Eine dritte Hypothese geht davon aus, dass es sich hierbei um eine eigene Schöpfung des Verfassers des Bahir handelt, wofür auch textimmanent-hermeneutische Argumente angeführt werden können.

### Sohar
Im Sohar werden die Funktionen der Schechina schließlich in großer Ausführlichkeit beschrieben, und das Bestreben, mit ihr in geistige Berührung zu kommen, bildet einen Hauptbestandteil kabbalistischer Rituale. Sie steht als niedrigste Sephira den Leiden des Volkes Israel am nächsten, befindet sich wie dieses im Exil und ist am stärksten den Kräften des Bösen ausgesetzt, die sich ihrer weiblichen Schwäche bedienen, um Macht über sie zu gewinnen und sie von der Sephira Tif'eret wegziehen wollen. Durch das kabbalistische Ritual soll die Wiedervereinigung mit ihrem Mann erwirkt werden.

### Lurianische Kabbala
In der Vorstellung des Kreises um Isaak Luria entsteht die Schöpfung aus göttlichen Kontraktionen (Tzimtzum) und Strömungen. In der lurianischen Darstellung eines aus Sephiroth bestehenden Urbildes des Menschen (Adam Qadmon) geht aus der letzten Sephira die untere Welt hervor. Diese Sephira wird Schechina genannt (auch Malchut, was ‚Königreich‘ oder ‚Herrlichkeit‘ bedeutet). Funken der Schechina, also göttliche Funken, sind bei der Schöpfung in die Welt gefallen.
Dabei wird die Schechina der weiblichen Sphäre zugeordnet und als ergänzende, weibliche Dimension Gottes begriffen, was sich etwa im Bild der Braut äußert. Das Brautmotiv stellt metaphorisch die „Gemeinschaft“ zwischen der Schechina und Gott dar, also die Einheit zwischen dem für menschliche Begriffe unfassbaren Gott im Himmel und seiner Vergegenwärtigung in der Welt.

### Lecha Dodi
Das akrostische Gebet Lecha Dodi, dessen Anfangsbuchstaben auf den Verfasser Schlomo Alkabez, einen Schüler aus dem kabbalistischen Kreis von Isaak Luria, hinweisen, gehört bis heute zur Liturgie am Vorabend des Schabbats. Das Gebet mit der Anfangszeile „Geh, mein Geliebter, der Braut entgegen …“ ist als Jubel über die Heimkehr der Braut (identifiziert mit dem Schabbat bzw. der Schechina) in messianischer Zeit konzipiert.

### Chassidische Tradition
Im Chassidismus können die Menschen eine aktive Rolle bei der Erlösung spielen, indem sie die Funken der Schechina einsammeln. Die Chassidim gehen von göttlicher Immanenz in der Welt aus.

## Christliche Mystik
In christlichen Interpretationen des kabbalistischen Lebensbaums (Sephiroth) findet über die Weisheitstradition eine Gleichsetzung nicht nur von Malchut (Gottesreich) und Schechina, sondern auch von Chokhma (hebräisch) bzw. Sophia (griechisch ‚Weisheit‘) und Schechina statt. In seinen mystischen Abhandlungen schildert Jakob Böhme die personifizierte Weisheit Jesu Christi und beschreibt die Gemeinschaft zwischen der Weisheit und dem Menschen als Erleuchtungserfahrung. Die Erlösung durch Jesus Christus wird in der Begegnung des Menschen mit dieser Weisheit im Hier und Jetzt vergegenwärtigt. Schechina und Sophia können zwar nicht per se gleichgesetzt werden, personifizieren aber beide die weibliche Dimension Gottes, die sowohl der Schöpfung als auch der Erlösung innewohnt. Beide Vorstellungen sind auch mit messianischen Erwartungen verbunden, die der Christ in Jesus Christus erfüllt sieht. Besonders Friedrich Christoph Oetinger zogen die messianischen Tendenzen der Kabbala an.

## Islamische Verwendung des Begriffes
Mit Sakina kennt auch der Islam einen sprachlich und inhaltlich eng verwandten Begriff, der ebenfalls die Gegenwart Allahs und den damit verbundenen glückseligen und friedlichen Seelenzustand bezeichnet.

## Zusammenfassender Ausblick
Die Schechina bezeichnet die Gegenwart Gottes in der Welt, also seine Immanenz. Die Schechina trägt verschiedene Namen (z. B. die hier erwähnten Malchut und Schabbath). Sie bietet Anknüpfungspunkte für das interreligiöse ökumenische Gespräch. Ihre Vorstellung als eine weibliche göttliche Dimension bietet auch Anknüpfungspunkte für die feministische Theologie. Aufgrund mancher tradierter negativer Beschreibung von weiblichen Aspekten ergeben sich daraus auch Ansätze zur Kritik: Beispiele zur Kritik an der kabbalistischen Tradition sind die Vorstellung der Passivität des Weiblichen oder die Vorstellung, dass alles Böse aus dem Weiblichen entspringt. Das Gesamtkonzept zielt auf kosmisches Gleichgewicht. Die Idee der Einheit von Ursprung und Ziel ist schon platonisch und findet sich auch in Gnosis und Gnostizismus.

## Ausgewählte Literatur
- J. Abelson: The Immanence of God in Rabbinical Literature. Macmillan, London 1912 (Reprint. Hermon Press, New York NY 1969).
- Ariel Bension: The Zohar in Moslem and Christian Spain. George Routledge and Sons, London 1932 (Reprint. Hermon Press, New York NY 1974, ISBN 0-87203-046-6).
- Ernst Benz: Die christliche Kabbala. Ein Stiefkind der Theologie (= Albae vigiliae. NF Bd. 18). Rhein-Verlag, Zürich 1958.
- Moses Cordovero: The Palm Tree of Deborah. Translated from the Hebrew with an introduction and notes by Louis Jacobs. Vallentine, Mitchell, London 1960.
- Joseph Dan: Die Kabbalah. Eine kleine Einführung (= Reclams Universal-Bibliothek 18451). Reclam, Stuttgart 2007, ISBN 978-3-15-018451-6.
- Arnold M. Goldberg: Untersuchungen über die Vorstellung von der Schekhinah in der frühen rabbinischen Literatur. Talmud und Midrasch (= Studia Judaica. Bd. 5, ISSN 0585-5306). de Gruyter, Berlin 1969 (Zugleich: Freiburg (Breisgau), Univ., Habil.-Schr., 1965).
- Jürgen Moltmann: Gott in der Schöpfung. Ökologische Schöpfungslehre (= Systematische Beiträge zur Theologie. Bd. 2). Kaiser, München 1985, ISBN 3-459-01590-X.
- Ernst Müller (Hrsg.): Der Sohar. Das heilige Buch der Kabbala (= Diederichs' gelbe Reihe. Judaica. Bd. 35). 5. Auflage. Diederichs, München 1991, ISBN 3-424-00695-5.
- Pnina Navè-Levinson: Einführung in die rabbinische Theologie. 2., unveränderte Auflage. Wissenschaftliche Buchgesellschaft, Darmstadt 1987, ISBN 3-534-08558-2.
- Judith Plaskow: Feministischer Antijudaismus und der christliche Gott. In: Kirche und Israel. Jg. 5, Nr. 1, 1990, ISSN 0179-7239, S. 9–25.
- Peter Porzig: Schechina. In: Michaela Bauks, Klaus Koenen, Stefan Alkier (Hrsg.): Das wissenschaftliche Bibellexikon im Internet (WiBiLex). Stuttgart 2006 ff. (Artikel erstellt: Juni 2018).
- Gershom Scholem: Zur Entwicklungsgeschichte der kabbalistischen Konzeption der Schechinah. In: Eranos Jahrbuch, Jg. 21 (1952), S. 45–107.
- Gershom Scholem: Schechinah. Das passiv-weibliche Moment in der Gottheit. In: Ders.: Von der mystischen Gestalt der Gottheit. Studien zu Grundbegriffen der Kabbala (= Suhrkamp-Taschenbuch Wissenschaft 209). Suhrkamp, Frankfurt am Main 1977, ISBN 3-518-07809-7.
- Clemens Thoma: Die Sekina und der Christus. In: Judaica. Bd. 40, 1984, ISSN 0022-572X, S. 237–247.